# کله ماهی
کله‌ماهی سر ماهی را گویند که خواه از بدنش جدا شده باشد و خواه هنوز جدا نشده باشد. از آن جهت تهیه غذاهای متنوع استفاده می‌شود و نیز با پختن آن آب‌گوشت ماهی تهیه می‌گردد. استفاده از آن کم و بیش در همه جا رایج است، هر چند که در کشورهای شرقی متداول‌تر از کشورهای غربی است. در رشت با سر ماهیان بزرگ مانند هامور و برنج یا گندم کوفته به همراه مخلفات نوعی خوراک به نام لخ‌لخ (لاخ‌لاخ) یا لق‌لق درست می‌شود که در اینجا به لق شروین نیز اشاره شده. 

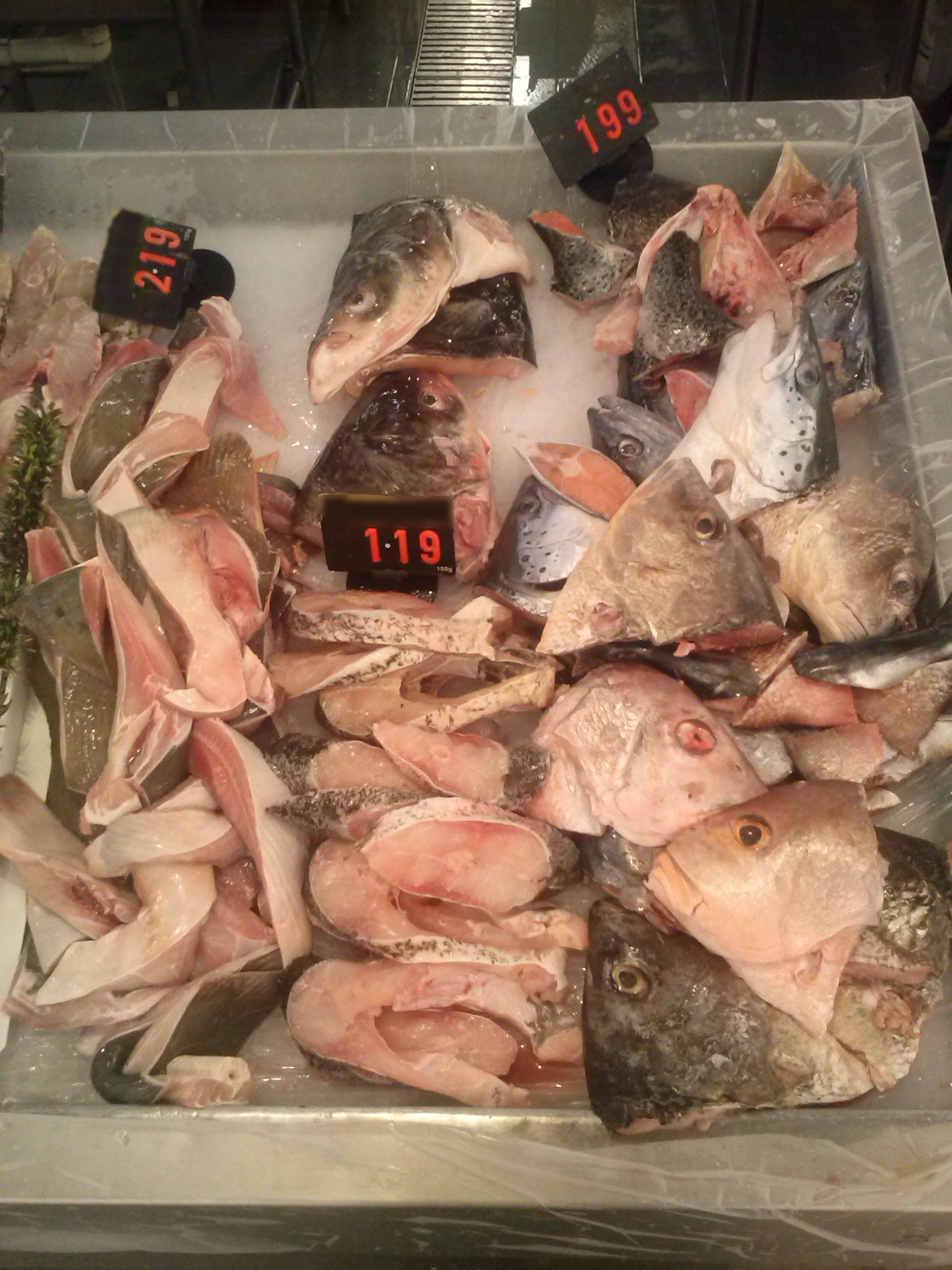

## غذاها
| نام                       | تصویر    | سرزمین   |
| ------------------------- | -------- | -------- |
| کالدیو دکوگریو            |          | شیلی     |
| چن‌چنا                     |          | هندوستان |
| لخ‌لخ                      |          | ایران    |
| کراپید هید (کله‌ماهی توپر) |          | اسکاتلند |
| پای استارگازی             |          | کورن‌وال  |
| سوفله کله‌ماهی             |          | چین      |
| کله‌ماهی و کاری            |          | مالزی    |
| کله‌ماهی و کاری            | هندوستان |          |
| کله‌ماهی و کاری            | پاکستان  |          |
| موری گانتو                |          | بنگالی‌ها |
| تپا                       |          | اسکیموها |